# Guillem Abiell
Guillem Abiell (segles XIV i XV) fou un arquitecte i mestre d'obres català nascut a Barcelona conegut com a Guilleminis.
Treballa en diversos edificis de Barcelona: el 1407 en el claustre de l'hospital de la Santa Creu; el 1415 a l'església de Nostra Senyora del Pi; també va treballar en les esglésies del Carme, de Sant Jaume i de Montesión. En 1416 va formar part de la junta d'arquitectes que va dictaminar sobre el pla de la nau única de la catedral de Girona a petició de bisbe i del capítol. Va morir a Palerm (Sicília) el 1420.